# Henri IV de Bade-Hachberg
Henri IV de Bade-Hachberg (mort en 1369) était de 1330 à 1369 margrave de Bade-Hachberg et seigneur de Kenzingen.

## Biographie
Henri IV était le fils d'Henri III de Bade-Hachberg et d'Agnès de Hohenberg (décédée en 1310).
Il acheta en 1344 à l'abbaye d'Andlau ses droits et possessions à Sexau. En 1352, Henri acheta à son beau-frère Frédéric d'Üsenberg la partie inférieure de la seigneurie d'Üsenberg avec Kenzingen et Kirnbourg, qui relevait du duché d'Autriche. La maison de Habsbourg augmenta après la mort de Frédéric d'Üsenberg les redevances de la seigneurie de Kenzingen. Rodolphe IV d'Autriche procura en 1358 un jugement contre Henri, qui lui donnait les droits sur Kenzingen et Kirnbourg. Henri continua toutefois à gouverner Kenzingen jusqu'en 1365, année où un autre jugement fut rendu contre lui et il fut mis au ban du Saint-Empire.

### Mariage et descendance
Henri épousa Anne d'Üsenberg ; ils eurent quatre enfants :
- Othon Ier, qui lui succéda comme margrave de Bade-Hachberg ;
- Jean, qui régna sur le Bade-Hachberg conjointement avec Hesso, après la mort d'Othon ;
- Hesso ;
- Cunégonde.

## Sources
- (de) Cet article est partiellement ou en totalité issu de l’article de Wikipédia en allemand intitulé « Heinrich IV. (Baden-Hachberg) » (voir la liste des auteurs).
- (de) Johann Christian Sachs, Einleitung in die Geschichte der Marggravschaft und des marggrävlichen altfürstlichen Hauses Baden, Tome Premier, 1764, pages 429 à 439, Francfort et Leipzig.